# Tamiops rodolphii
Tamiops rodolphii är en däggdjursart som först beskrevs av Milne-Edwards 1867. Den ingår i släktet Tamiops och familjen ekorrar.

## Underarter
Catalogue of Life samt Wilson & Reeder (2005) skiljer mellan två underarter:
- Tamiops rodolphii rodolphii (Milne-Edwards, 1867)
- Tamiops rodolphii elbeli Moore, 1958

## Beskrivning
Arten har gråbrun päls på ovansidan, med 5 mörka strimmor längs ryggen. Mellanrummen mellan strimmorna är blekt orangebruna. Den yttersta, bleka strimman fortsätter på varje sida upp mot kinden. Den mörka mittstrimman har ett tunt, vagt, brunt streck i mitten. hos vissa av de thailändska individerna har hjässa och nacke en kraftig, rödaktig anstrykning, medan de längre österut är murrigt bruna. Undersidan är dovt orangefärgad. Arten är liten; kroppslängden varierar mellan 10,5 och 12,5 cm, ej inräknat den 11,5 till 13 cm långa svansen. Vikten kan nå upp till 56 g.

## Utbredning
Denna ekorre förekommer i Sydostasien i östra Thailand, södra Laos, södra Vietnam och Kambodja.

## Ekologi
Habitaten utgörs av skogar, inklusive kulturskog, och av andra områden med träd som skog med buskartad undervegetation, trädgårdar och plantager. Arten är dock vanligast i städsegröna skogar, mindre vanlig i kulturskog och skogar med lövfällande träd. Den är dagaktiv och lever i träden, där den kan göra långa hopp. Bona inrättas i trädens håligheter.
Man har kunnat konstatera i en studie gjord i Vietnam att den till stor del lever på insekter och andra leddjur som lever under trädens bark, som ekorren skalar av, hängande i en trädgren, för att komma åt födan.